# Les Trois Implacables
Pour plus de détails, voir Fiche technique et Distribution.
Les Trois Implacables (El sabor de la venganza) est un western spaghetti hispano-italien sorti en 1964, réalisé par Joaquín Luis Romero Marchent.

## Synopsis
Dans un ranch du Texas, lors d'une attaque de bandits, Clark Walker est tué sous les yeux de sa femme Louise et de ses trois fils Jeff, Chett et Brad, en bas âge. La veuve jure que ses fils vengeront un jour Clark. Une vingtaine d'années plus tard, les trois jeunes gens ont développé des caractères différents : Chett, nourri du désir de vengeance de sa mère, est violent et sans scrupules, tandis que Jeff croit fermement en la loi. Brad, l'aîné et le plus pondéré, est toujours obligé de calmer les fréquentes disputes entre les deux. Un soir, Chett tue un homme dans un saloon et est contraint de fuir. Jeff quitte également la maison pour devenir agent fédéral, tandis que Brad reste avec sa mère.
Le temps passe, Brad s'est marié et a fondé une famille, Jeff a atteint son objectif et Chett est désormais un pistolero itinérant. 
Jeff se rend à Pima Creek, une ville de l'autre côté de la frontière où vivrait le meurtrier de leur père. Là, il découvre que le shérif vient d'être tué par un hors-la-loi. Rejoint par son ami Pedro Ramirez qui lui sert d'assistant, Jeff, dégoûté par le manque de courage du nouveau shérif, prend sa place et arrête le meurtrier du prédécesseur. Pendant ce temps, Chett tue l'un des bandits qui ont attaqué le ranch et apprend que le meurtrier de leur père s'appelle Westfall et vit sur Pima Creek. De retour à la maison, Chett convainc Brad d'aller à Pima Creek pour chercher Westfall. Les trois frères se retrouvent alors en ville. Jeff est cependant étonné de découvrir le nom du tueur ; Westfall est en fait le propriétaire de nombreuses entreprises à Pima Creek, ainsi que le père de Susan, la fille dont Jeff est tombé amoureux.
Jeff arrête quand même Westfall (qui s'avère être également l'instigateur du meurtre du shérif), mais le tribunal reporte le procès en raison du manque de preuves. À ce stade, Chett décide d'agir seul et kidnappe Westfall pour l'amener devant sa mère afin qu'elle puisse le reconnaître. Pendant le trajet, Westfall agresse Chett, qui le tue mais est mortellement blessé. Chett parvient néanmoins à rejoindre sa mère, puis meurt peu de temps après avoir reçu la confirmation que Westfall était le tueur. Jeff, Brad et Pedro arrivent trop tard et ne peuvent que pleurer la mort de Chett avec leur mère.

## Fiche technique
- Titre français : Les Trois Implacables
- Titre original espagnol : El sabor de la venganza[1]
- Titre italien : I tre spietati
- Réalisation : Joaquín Luis Romero Marchent
- Scénario : Joaquín Luis Romero Marchent, Jesús Navarro Carrión, Rafael Romero Marchent
- Genre : western spaghetti
- Musique : Riz Ortolani[1]
- Production : Centauro Films, PEA Produzioni[1]
- Photographie : Rafael Pacheco[1]
- Format d'image : couleur[1]
- Montage : Mercedes Alonso
- Durée : 97 min
- Décors : Jaime Pérez Cubero
- Costumes : Humberto Cornejo
- Maquillage : Fernando Florido
- Pays de production :  Espagne,  Italie
- Langue originale : espagnol
- Dates de sortie :
- Italie : 8 février 1964
- Espagne: 4 mai 1964
- France : 28 avril 1965[2]

## Distribution
- Richard Harrison : Jeff Walker
- Fernand Sancho : Pedro Ramirez
- Gloria Milland : Louise Walker
- Claudio Undari : Chett Walker
- Miguel Palenzuela (es) (sous le pseudo de Billy Hyden) : Brad Walker
- Gloria Osuna (sous le pseudo d'Evelyn Merril) : Susan Westfall
- Luis Induni (sous le pseudo d'Andrew Scott) : M. Westfall
- José Truchado : Palmer